# 矿工路街道
矿工路街道，是中华人民共和国河南省平顶山市新华区下辖的一个乡镇级行政单位。

## 行政区划
矿工路街道下辖以下地区：
幸福街社区、民主街道社区、乐福社区、培新街社区和陈庄村。